# Wolfgang Vulpius
Wolfgang Vulpius (* 27. November 1897 in Weimar; † 4. Juli 1978 ebenda) war ein deutscher Literaturwissenschaftler und Schriftsteller.

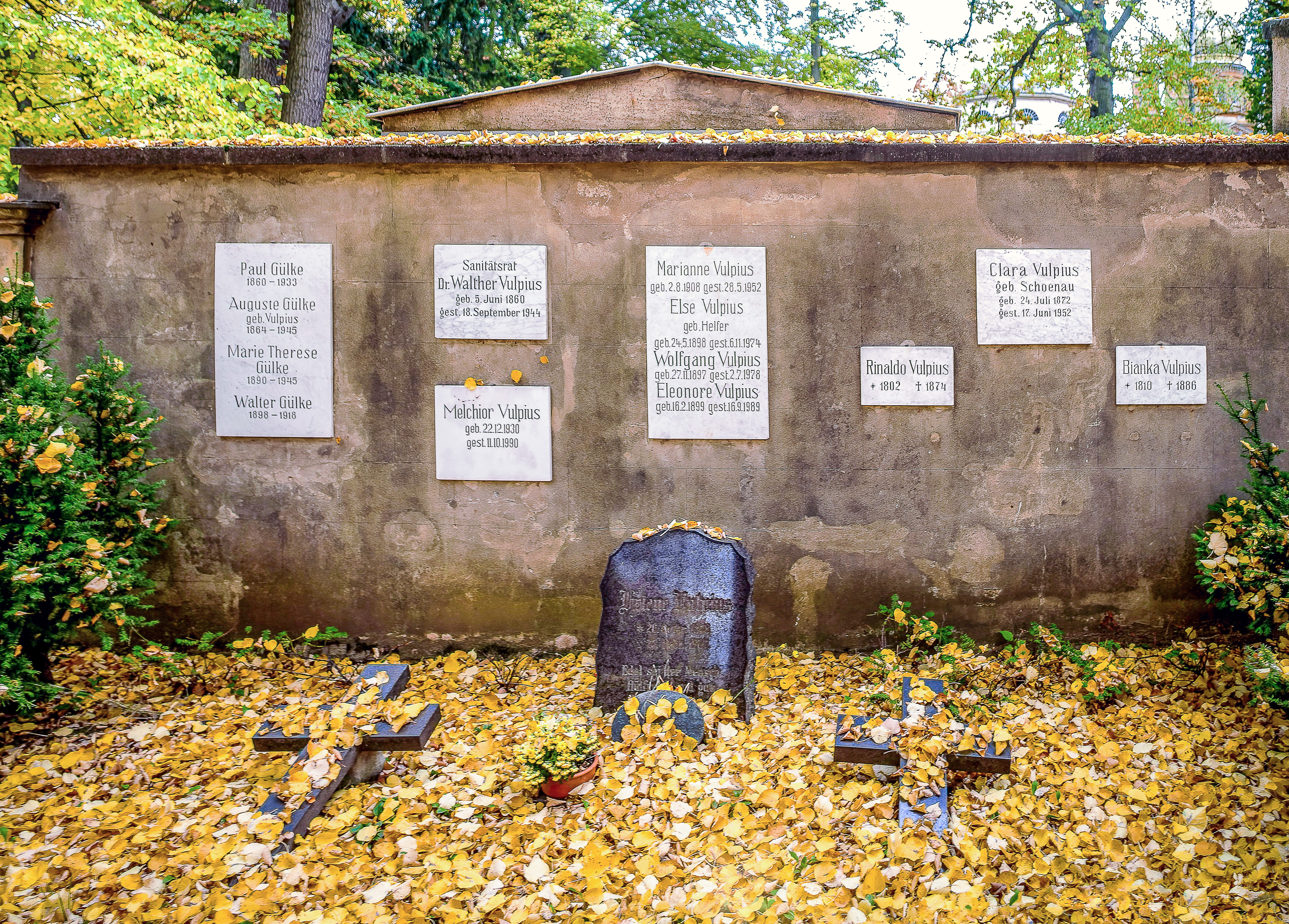
Grabstätte auf dem Historischen Friedhof Weimar

## Leben
Vulpius war Ururenkel des Schriftstellers und Bibliothekars Christian August Vulpius, dessen Schwester Christiane seit 1806 mit Johann Wolfgang von Goethe verheiratet war. Sein Vater war der Arzt Walther Vulpius (1860–1944).
Wolfgang Vulpius machte sein Abitur am Friedrich-Schiller-Gymnasium Weimar. Er war zunächst nach seinem Studium Lehrer in Hildburghausen. Zum 1. Mai 1937 trat er der NSDAP bei. Nachdem er 1945 als Soldat aus dem Zweiten Weltkrieg nach Weimar zurückgekehrt war, wurde er Mitarbeiter der Nationalen Forschungs- und Gedenkstätten der klassischen deutschen Literatur in Weimar.

## Wirkung
Wesentliche Verdienste erwarb er sich um die Vermittlung des klassischen Weimarer Humanismus.
Ab 1949 verfasste Vulpius das Werk Christiane: Lebenskunst und Menschlichkeit in Goethes Ehe. Damit wurde auch Christiane von Goethe biographisch als eigenständige Person erschlossen.
Die Stiftung Nationale Forschungs- und Gedenkstätten der Klassischen Deutschen Literatur (heute Klassikstiftung Weimar) widmete ihm 1957 anlässlich seines 60. Geburtstages eine Festschrift. Eine weitere Ehrung wurde Vulpius zusammen mit Harry Thürk 1962 zuteil, als ihm der Literatur- und Kunstpreis der Stadt Weimar verliehen wurde.

## Werke (Auswahl)
- Christiane: Lebenskunst und Menschlichkeit in Goethes Ehe, Weimar 1953.
- Goethe in Thüringen: Stätten seines Lebens und Wirkens, Rudolstadt 1955.
- Park um Weimar. Ein Buch von Dichtung und Gartenkunst. Text von Wolfgang Huschke und Wolfgang Vulpius. Bilder von Günther Beyer. Weimar 1955.
- Walther Wolfgang von Goethe und der Nachlaß seines Großvaters: aus archivalischen Quellen, Weimar 1963.
- Der Goethepark in Weimar, Weimar 1975.